# 哈特塞爾 (科羅拉多州)
哈特塞爾（英語：Hartsel）是位於美國科羅拉多州帕克縣的一個非建制地區。該地的面積和人口皆未知。

## 地理
哈特塞爾的座標為39°01′40″N 105°47′47″W / 39.02778°N 105.79639°W，而該地的平均海拔高度為2702米（即8864英尺）。